# Laval-de-Cère
Laval-de-Cère är en kommun i departementet Lot i regionen Occitanien i södra Frankrike. Kommunen ligger i kantonen Bretenoux som tillhör arrondissementet Figeac. År 2022 hade Laval-de-Cère 292 invånare.

## Befolkningsutveckling
Antalet invånare i kommunen Laval-de-Cère
| Referens: INSEE |